# Giusi
Giusi  è un nome proprio di persona italiano maschile e femminile.

## Varianti
- Maschili: Giusio[1], Giusy, Giuse
- Femminili: Giusy, Giuse

## Origine e diffusione
Si tratta di una forma abbreviata di Giuseppe, Giuseppa o Giuseppina.

## Onomastico
L'onomastico ricorre lo stesso giorno del nome da cui è derivato.

## Persone

### Maschile
- Giusi La Ganga, politico italiano

### Femminile

Giusi Raspani Dandolo

- Giusi Cataldo, attrice e regista italiana
- Giusi Ferré, giornalista e personaggio televisivo italiano
- Giusi Malato, pallanuotista italiana, pluricampionessa olimpica e mondiale
- Giusi Quarenghi, scrittrice italiana specializzata in libri per l'infanzia
- Giusi Raspani Dandolo, attrice e doppiatrice italiana

### Variante femminile Giusy
- Giusy Amato,  attrice, conduttrice televisiva e doppiatrice italiana
- Giusy Astarita, pallavolista italiana
- Giusy Augetto, cestista italiana
- Giusy Balatresi, cantante italiana
- Giusy Buscemi, attrice italiana
- Giusy Cecchi, cestista italiana
- Giusy Devinu, soprano italiano
- Giusy Ferreri, cantautrice italiana
- Giusy Versace, atleta paralimpica italiana